# Ключ 79
| 殳                     | 殳              | 殳              |
| ---------------------- | --------------- | --------------- |
| 78                     | 79              | 80              |
| Піньінь:               | shū             | shū             |
| Чжуїнь:                | ㄕㄨ            | ㄕㄨ            |
| Вейд-Джайлз:           | shu1            | shu1            |
| Ютпхін:                | syu4            | syu4            |
| Он:                    |                 |                 |
| Кун:                   |                 |                 |
| Кандзі:                | 殳旁 hokozukiri | 殳旁 hokozukiri |
| Хун:                   | 칠 chil         | 칠 chil         |
| Им:                    | 수 su           | 수 su           |
| Індекс у Вікісловнику: | 殳              | 殳              |

Ключ 79 — ієрогліфічний ключ, що означає зброя є одним із 34 (загалом існує 214) ключів Кансі, що складаються з чотирьох рисок.
У Словнику Кансі 93 символи із 40 030 використовують цей ключ.

## Символи, що використовують ключ 79

Як писати ієрогліф.

| без додаткових | 殳             |
| 5 додаткових   | 殴 段 殶       |
| 6 додаткових   | 殷 殸 殹 殺    |
| 7 додаткових   | 殻             |
| 8 додаткових   | 殼 殽          |
| 9 додаткових   | 殾 殿 毀 毁 毂 |
| 10 додаткових  | 毃 毄          |
| 11 додаткових  | 毅 毆          |
| 12 додаткових  | 毇 毈          |
| 15 додаткових  | 毉             |
| 19 додаткових  | 毊             |